# 범일초등학교
범일초등학교는 대한민국 부산광역시 동구 범일동에 있는 공립 초등학교이다.

## 연혁
- 2019.03.04 입학식(남 25명, 여 15명, 계 40명)
- 2019.03.01 15학급 편성(특수1학급 포함)
- 2019.02.21 제61회 졸업생 39명, 누계 26,654명
- 2006.06.03 학교 재건축 준공식
- 2004.02.18 학교 현대화 재건축 부분 완료
- 1996.03.01 범일초등학교로 교명 변경
- 1962.03.01 범일국민학교로 교명 변경
- 1956.04.01 범천국민학교 개교

## 참고 자료
- 범일초등학교 - 한국교육학술정보원 학교알리미